# Eva Urbanová
Eva Urbanová (Slaný, Txèquia, 20 d'abril de 1961) és una soprano txeca que ha tingut una carrera internacional activa des del 1987. Ha estat una artista principal al Teatre Nacional de Praga des del 1990 i ha aparegut com a artista convidada a molts dels millors teatres d'òpera del món, incloent La Scala de Milà i la Metropolitan Opera de Nova York. Ha fet diversos enregistraments per al segell Supraphon i va obtenir el prestigiós premi Thalia el 1993.